# 高崎水力電気

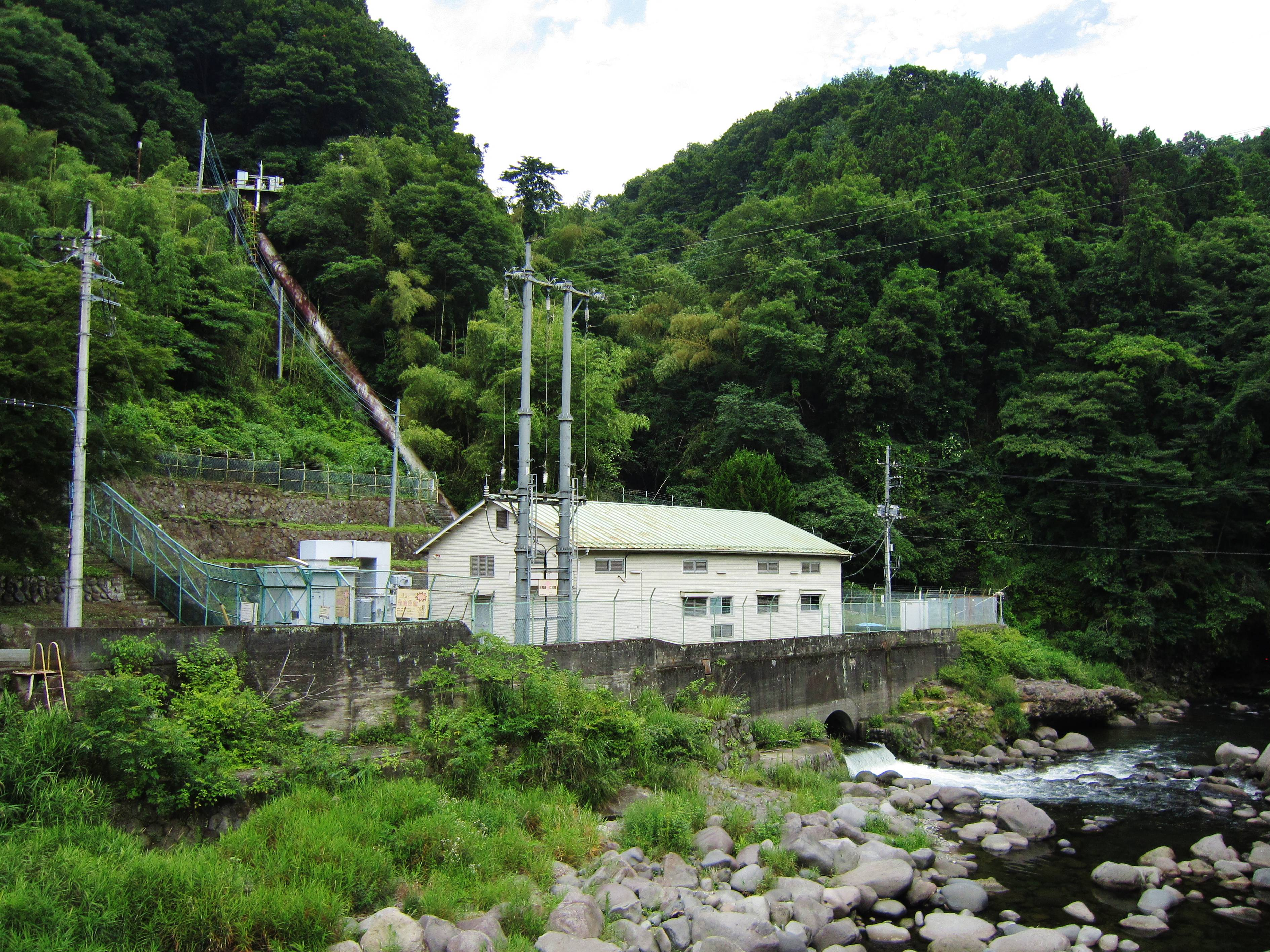
室田発電所（元・上室田発電所、2013年）

高崎水力電気（たかさきすいりょくでんき）は、群馬県高崎市中心に群馬郡、多野郡、吾妻郡と埼玉県北部を営業区域に明治中期から大正期までにあった地域電灯電力会社。

## 歴史

### 創立
1902年（明治35年）11月、高崎の有力者の須藤清七や小林弥七よって発起され1903年（明治36年）6月に資本金10万円で設立した。事業計画は群馬郡室田町の利根川水系烏川に上室田発電所を建設し高崎までの16kmを6,600Vで送電して高崎市中心とする地域に電灯・電力を供給するというものであった。初代社長に発起人のひとりの須藤が就任し主任技術師には京都帝國大学電気工学科を卒業したばかりの太田利行が就いたが技術的な面では顧問技師となった芝浦製作所の岸敬二郎の支援によるところが大きかったようである。上室田発電所は1904年（明治37年）10月に竣工し12月から送電を開始し、水力発電にかかわる設備一式は芝浦製作所から調達したもの利用し主要設備が国産で賄われたが1906年ごろに行われた工事では舶来品を利用した。上室田発電所の運転を受け1904年（明治37年）12月1日に開通式を行い開業後の1か月の間で2,418灯の需要数を得られた好調な背景には定額灯10燭光1か月50銭、電動機昼間1馬力1か月7円50銭という低廉な料金設定があった。このため高崎市内は電灯の普及が急に増えだし1905年（明治38年）6月には4,153灯に増えた。電動機については煙草生産業者の需要が高まり6台37kwの需要がでた。開業直後の1905年（明治38年）上期から12%の配当が行なえる好業績で下期には15%へ配当利率を上げていた。1905年（明治39年）8月には前橋電灯と電力供給契約も締結した。好調な営業成績を踏まえ上室田発電所の増設工事に着手し発電（起電）出力も増強した。1907年前橋電灯を合併して前橋市に進出した。のちに利根発電が創立し高崎水力電気と前橋市を営業区域の顧客争奪戦を引き起こすことになる。

### 埼玉県北部へ進出と電鉄事業の進出
児玉郡本庄町、大里郡深谷町、大里郡熊谷町近辺に進出を計画し1907年（明治40年）8月には距離67km電圧線、23,000Vの熊谷線を建設した。
発電所の増設と送電線設置のため1905年から1906年にかけて25万円の増資を実施し1907年10月には群馬馬車鉄道（高崎 - 渋川間資本金13万円）を買収しその電化を進めることで電鉄事業にも進出した。同線路の電化工事は1910年9月には完了した。電車運行の動力源としての電力を確保するため1910年1月に箱島水力電気を設立し吾妻川支流鳴沢川で箱島発電所(300kw)の建設にあたらせていた。同発電所は同年10月10日に運転を開始し1911年1月には箱島水力電気が高崎水力電気に合併された。拡大する需要に対応して1912年（大正元年）11月には出力1,000kwの厚田発電所も着手した。
1909年（明治42年）までは営業成績が好調であったが利根発電が開業した1910年（明治43年）ごろから前橋市で熾烈な価格競争が始まり開業以来の減収減益を出し高崎水力電気に大打撃となった。この競争は1911年（明治44年）2月に終息したが前橋市の営業区域を失うことになった（詳細は「利根発電」に記述）。この影響が大きく裏と出て1911年以降も営業成績は利根発電の開業前の水準に回復はしなかったが資本金利益率15%以上、配当率で12%を確保した。

### 東京電燈との合併
1914年（大正3年）利根発電との営業区域は差ほど変わらなかったが、需要密度、発電能力に大きな差があり東京電燈が利根発電を合併した際群馬県自体の営業区域の獲得を重要視してなく高崎水力電気の場合水力発電施設が利根発電に比べては魅力はなかったようである。高崎水力電気の電力需要数と電動機数と馬力数は1914年（大正3年）の需要家数11,463戸、電灯数26,112灯、電動機数は141、馬力数1,296から1921年（大正10年）の需要家数が55,336戸、電灯数108,680灯、電動機数832、馬力数5,962に着実に増えた。電動機の主な需要は地場産業の活況があり未点灯地区だった田園地帯などの精米や製粉などおおいに農耕作業に使われたようである。1920年（大正9年）頃電力供給を開始し本庄電気軌道へ50馬力、西上電気へ135馬力、惣社水力電気へ87馬力、西毛電気へ40馬力を送電した。このような需要の伸びに対して高崎水電は利根川支流の吾妻川、鳴沢川、烏川などに発電所を計画し、1915年（大正4年）6月にようやく厚田発電所が竣工し運転を開始した。1916年（大正5年）7月臨時株主総会で発電所新設を可決し1918年（大正7年）に完成した。第一次大戦の好景気の需要が増加し、供給追いつく事ができず1919年（大正8年）から1920年（大正9年）かけて長野電灯と東信電気と需要契約をして不足分（1,000kw）受電していた。発電所を増設しても1920年では供給力3分の1以上を受電に頼らなければならなかった。設備拡張は株式払込と借入金によって賄われた1917年上期と1920年上期の二回行われた。高崎水力電気は東京電燈の群馬県地域経営戦略の一環として1921年12月10日に合併し消滅した。高崎水力電気の旧本社はその後東京電燈の高崎出張所となったようである。